# 荃灣86
荃灣86專線小巴有限公司（Tsuen Wan Route No.86 Public Light Bus Company Limited，簡稱荃灣86）是一間服務荃灣市中心及北葵涌一帶的專綫小巴營辦商，目前營辦五條新界專綫小巴路線。

## 歷史
「荃灣86專線小巴有限公司」本身在2000年3月10日才註冊成立，但在85與86系列新界專綫小巴路線甫開辦時，多名車主已合夥組成捷輝汽車公司；1981年7月，謝水安便曾以捷輝汽車名義，聯同包括李瑞等車主抗議行走芙蓉山的85線生意被「白牌車」蠶食。
捷輝在新界經營的首兩條路線85、86於1980年2月17日投入服務，一直運作至今，後者後來更成為公司名稱，並分拆出86M與通宵路線86A。
該公司的北葵涌小巴服務自1994年九龙巴士235線開辦起一直受該路線競爭，1982年投入服務的路線83於1998年因客量不足停辦，於1995年開辦的分支路線83A則倖存；而在2014年初，運輸署決定將235線改行國瑞路，該公司曾為抗議運輸署未有充分諮詢而醞釀於1月30日罷駛。